# Sphaerosyllis californiensis
Sphaerosyllis californiensis är en ringmaskart som beskrevs av Hartman 1966. Sphaerosyllis californiensis ingår i släktet Sphaerosyllis och familjen Syllidae. Inga underarter finns listade i Catalogue of Life.